# Planta pirófila

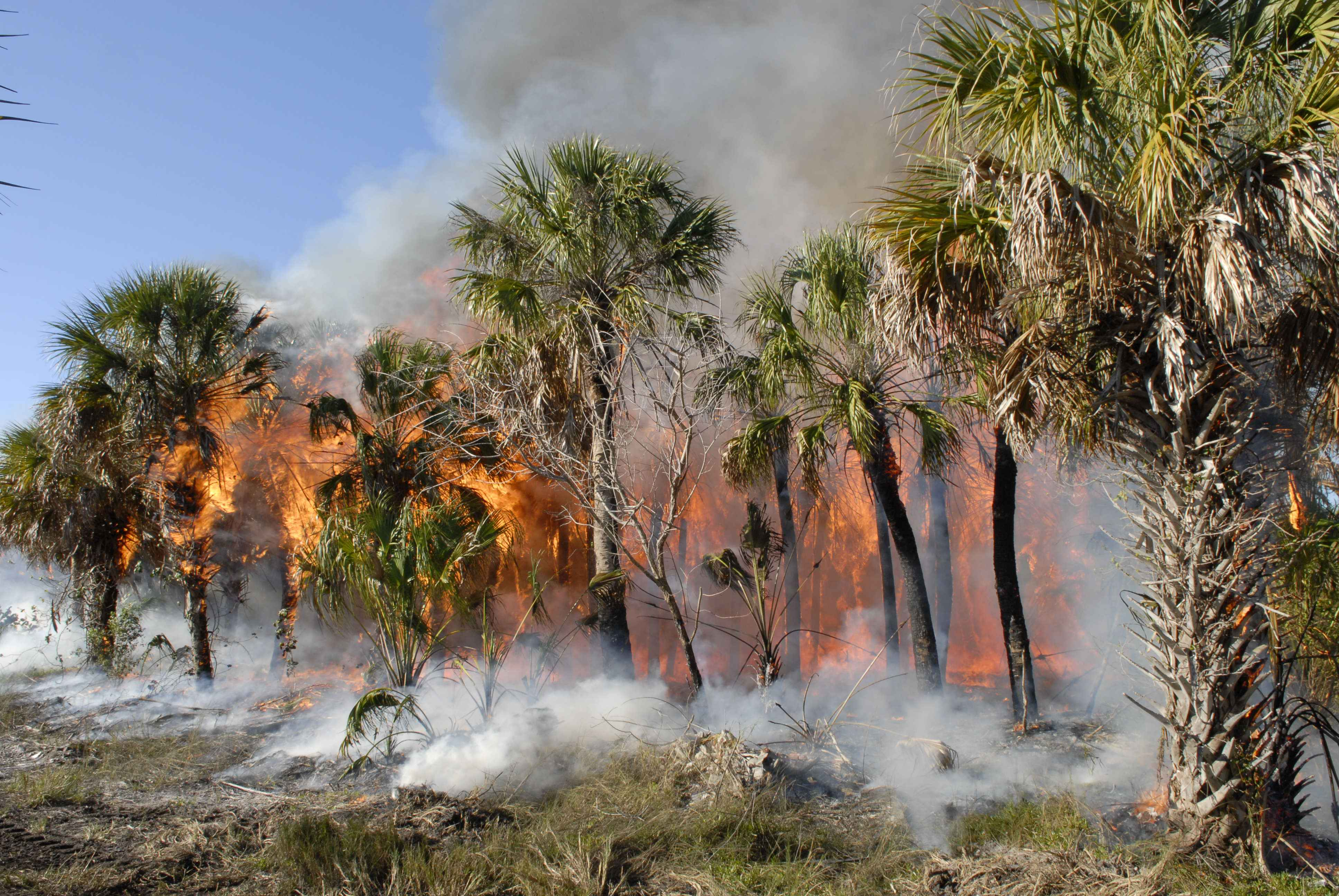
Las palmeras son plantas que soportan bien los incendios, por lo que generan palmares densos en las áreas donde el uso de los fuegos es habitual por parte de los ganaderos.

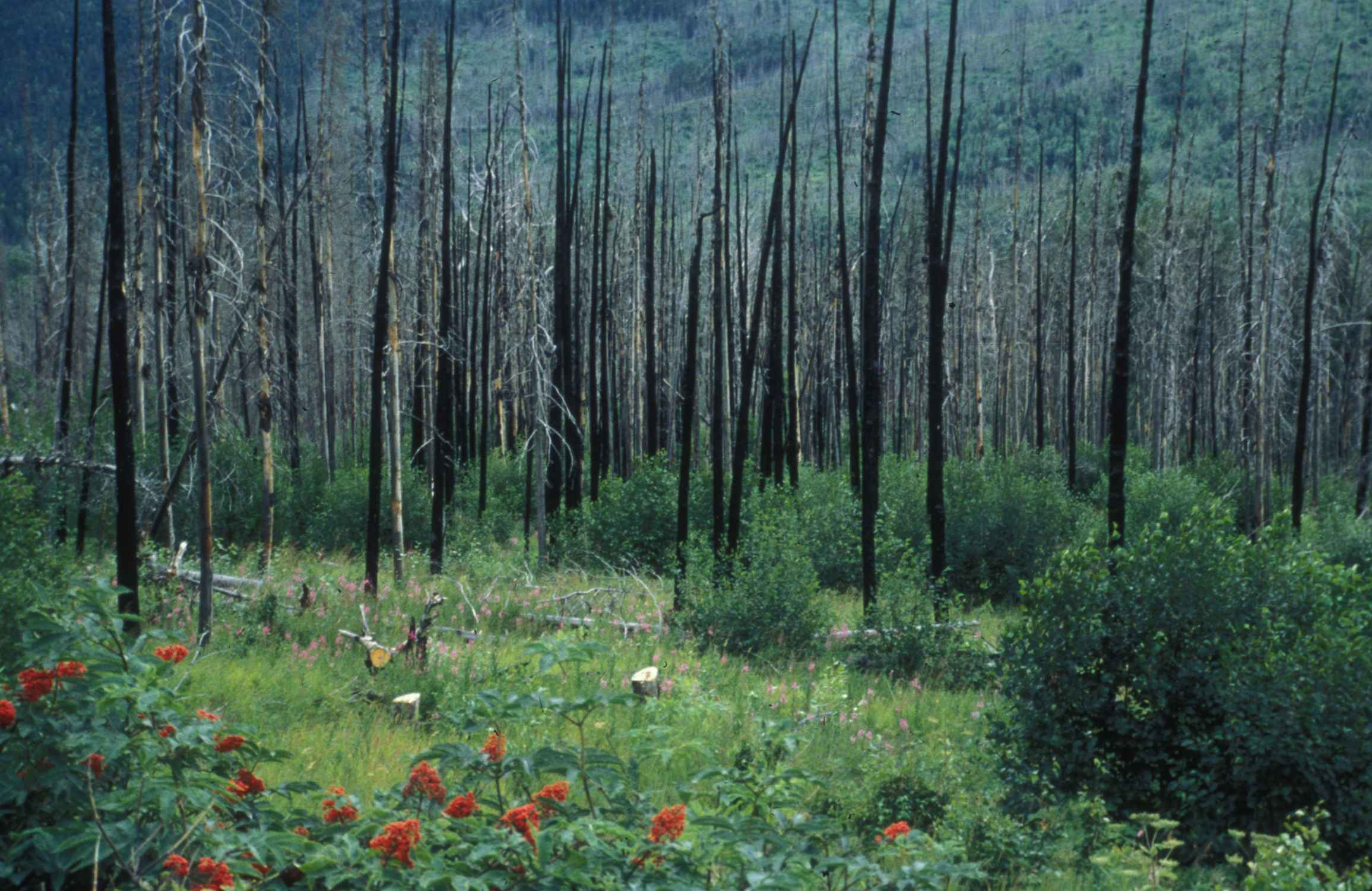
El incendio de este bosque resultó fatal para los ejemplares que dominaban el dosel, pero supuso una oportunidad para las especies pirófilas.

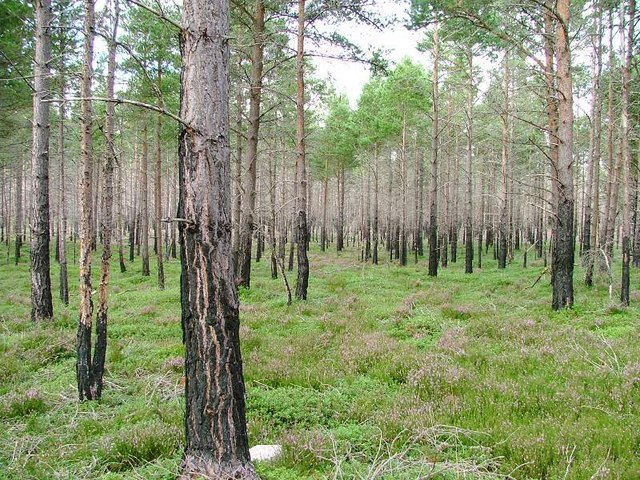
El incendio que afectó a este bosque no fue fatal para los ejemplares que dominaban el dosel, los cuales se libraron de competidores del sotobosque.

Una planta pirófila (del griego πυρός —pyrós—, que significa 'fuego' y philia que significa 'amistad') es una especie vegetal que tiene afinidad con el fuego, relación que puede manifestarse de diferentes modos.

## Generalidades
Las plantas pirófilas podrían definirse también como pirófitas (del griego πυρός —pyrós—, que significa 'fuego' y phyton que significa 'planta'). 
Son muchas las afinidades con que una especie vegetal se puede relacionar de manera positiva con el fuego; la mayoría implica el poseer adaptaciones que le significan tener una ventaja frente a este acontecimiento, lo cual por lo general se relaciona a la destrucción de sus competidoras no adaptadas, con las cuales convive en su fitocenosis, con la consiguiente liberación del espacio ocupado por estas, que una vez convertidas en cenizas pasan a ser aprovechadas como nutrientes por las pirófilas. En los ecosistemas en donde se producen incendios naturales en razón de sus características climáticas (mediterraneidad, continentalidad, fuertes vientos, tormentas eléctricas, etc.) buena parte de la vegetación posee características que las hacen pirófilas. En las regiones donde no se presentaban incendios naturales, pero que por acción humana (accidentes, atentados o como parte de una determinada gestión agropecuaria o forestal) los fuegos son habituales, las especies que no los soportan terminan desapareciendo, siendo su nicho ocupado por las pirófilas, tanto nativas como exóticas de ese ecosistema.
Algunos ecosistemas solo son posibles de mantener bajo una frecuencia de incendios mediana a alta. Se trata de una de las series (una sucesión secundaria) que forman parte de un ciclo sucesional, el que gracias a la periodicidad del fuego no logra evolucionar a las siguientes etapas. 
Algunas plantas que soportan el fuego en pie son aprovechadas por los productores forestales para realizar con ellas “contrafuegos vivientes”, los que se crean sobre largas franjas de ancho variable plantando altas densidades de esas especies, lo que produce el efecto de barrera en caso de incendios, impidiendo que el mismo se propague desde un lado de dicha franja hacia el otro, aislando así a los cultivos forestales, compuestos por especies de importante beneficio económico pero sensibles al fuego.

## Algunos tipos de pirofilia

### Ejemplares que soportan los fuegos sin grandes cambios
Muchas especies de palmeras y algunas especies arbóreas, pueden soportar fuegos —no catastróficos—, los que avanzan con baja temperatura y de manera rápida, liberando a las pirófilas de la competencia. 
Las adaptaciones para soportar el fuego más comunes son: gruesas cortezas con gran espesor de súber, potentes xilopodios, desarrollo de túnicas de catáfilas, brotación de yemas epicórmicas, yemas terminales de las ramas protegidas, etc. Estas adaptaciones son comunes en las especies que habitan formaciones vegetales que han evolucionado bajo el factor moldeador de los incendios, por ejemplo la provincia fitogeográfica del cerrado.
En algunos tipos de manejo de campos de establecimientos pecuarios, se trabaja las áreas de una manera sofisticada, generan perturbaciones pirogénicas de alta frecuencia y baja intensidad, manteniéndose estos fuegos prescritos con llamas bajas, las que pasan rápido quemando solo las partes secas de las gramíneas, y sin conseguir niveles térmicos demasiado elevados, lo que permite que el fuego no alcance a destruir las ramas de los árboles no pirófilos, ni siquiera sus troncos. Este manejo evita una gran acumulación de materia inflamable; impidiéndose de este modo que se produzcan eventos de incendios catastróficos, los que eliminarían a las leñosas nativas, las que brindan al ganado frutos y sombra estival. Si bien no son afectadas por las llamas, dichas especies arbóreas no deben ser clasificadas como pirófilas. 

#### Algunos ejemplos de especies que soportan las llamas
Diversas anonáceas
Las anonáceas que habitan en sabanas tropicales suelen presentar adaptaciones pirofilas, en especial en los casos de los géneros Annona y Duguetia.
Alcornoque
El alcornoque posee una gruesa capa de súber que lo protege del elevado calor de los incendios, los cuales le eliminan la competencia vegetal.
Palma yatay

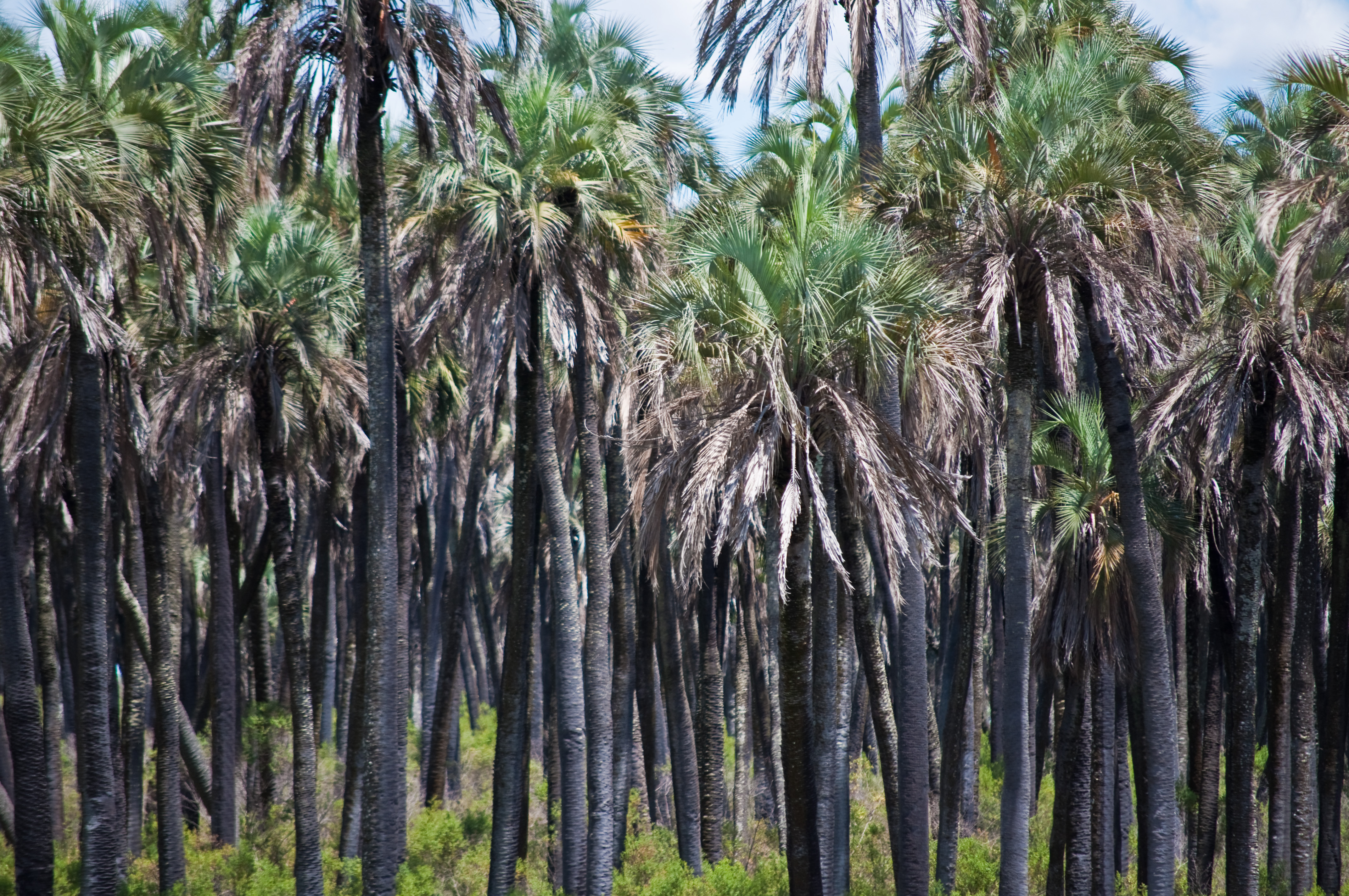
La palmera yatay es una típica planta pirófila, pues soporta muy bien los incendios, por lo que genera densos palmares en las áreas donde los fuegos son habituales.

El yatay es una palmera de sabana que crece en zonas donde la vegetación clímax es el bosque semixerófilo. Su consociación monoespecífica, el palmeral, solo es posible desarrollarla generando fuegos suaves y repitiéndolos cada cierto periodo de tiempo. Lo que ocurre es que esta palmera es un vegetal arbóreo pionero, por lo que solo pueden desarrollarse si tiene sol desde su etapa juvenil. Cuando ocurre una destrucción de la natural masa forestal, los ejemplares más antiguos que allí se encuentran (es una especie que puede vivir más de 800 años y alcanzar cerca de 18 metros de altura) esparcen sus semillas, que una vez libres de la sombra perpetua que proyectaba el bosque comienzan a crecer, pero también lo hacen las chilcas (Baccharis sp. y Eupatorium bunifolium), arbustos que forman densas comunidades que terminarán ahogando a las lentas y aún pequeñas palmeras. Aquí pueden ocurrir dos escenarios. En el primero no se producen fuegos, por lo que la mayoría de las palmeritas muere, sobreviviendo solo algunas, las que serán las que reemplazarán a las palmeras centenarias. El chilcal es colonizado despacio por especies arbóreas del monte xerófilo, las que terminarán formando un dosel denso y oscuro, el cual impedirá que las yatay se desarrollen. En el segundo escenario los fuegos continúan produciéndose cada ciertos años, por lo cual el chilcal y las arbóreas xerófilas no consiguen colonizar el área. Las palmeritas, que soportan el fuego, logran crecer sin competencia generando en unas cuantas décadas un denso palmar-pastizal, un posible paisaje antrópico.
Pino Paraná

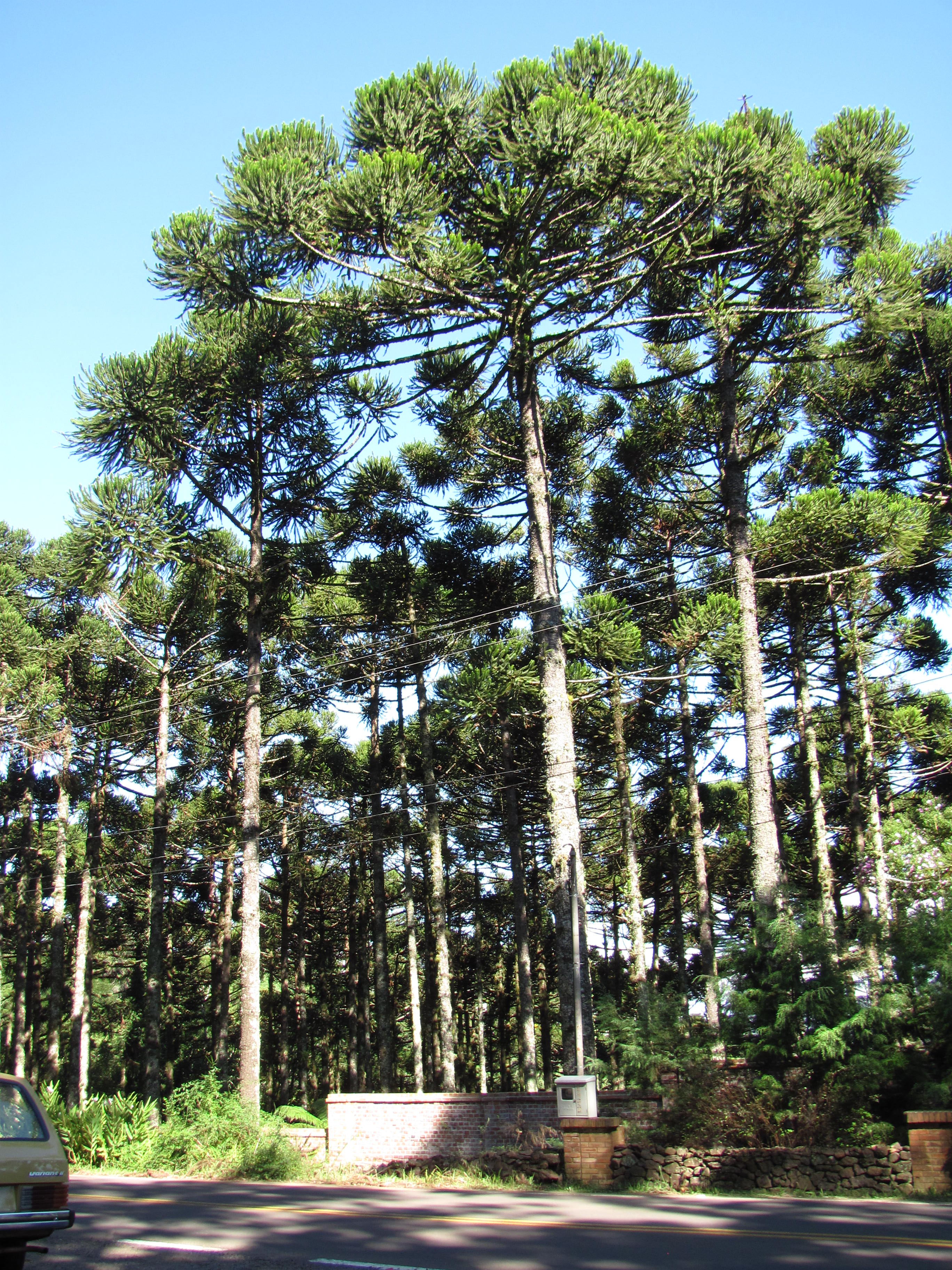
Cuando adulto el pino Paraná es un árbol pirófilo, en razón de su corteza gruesa.

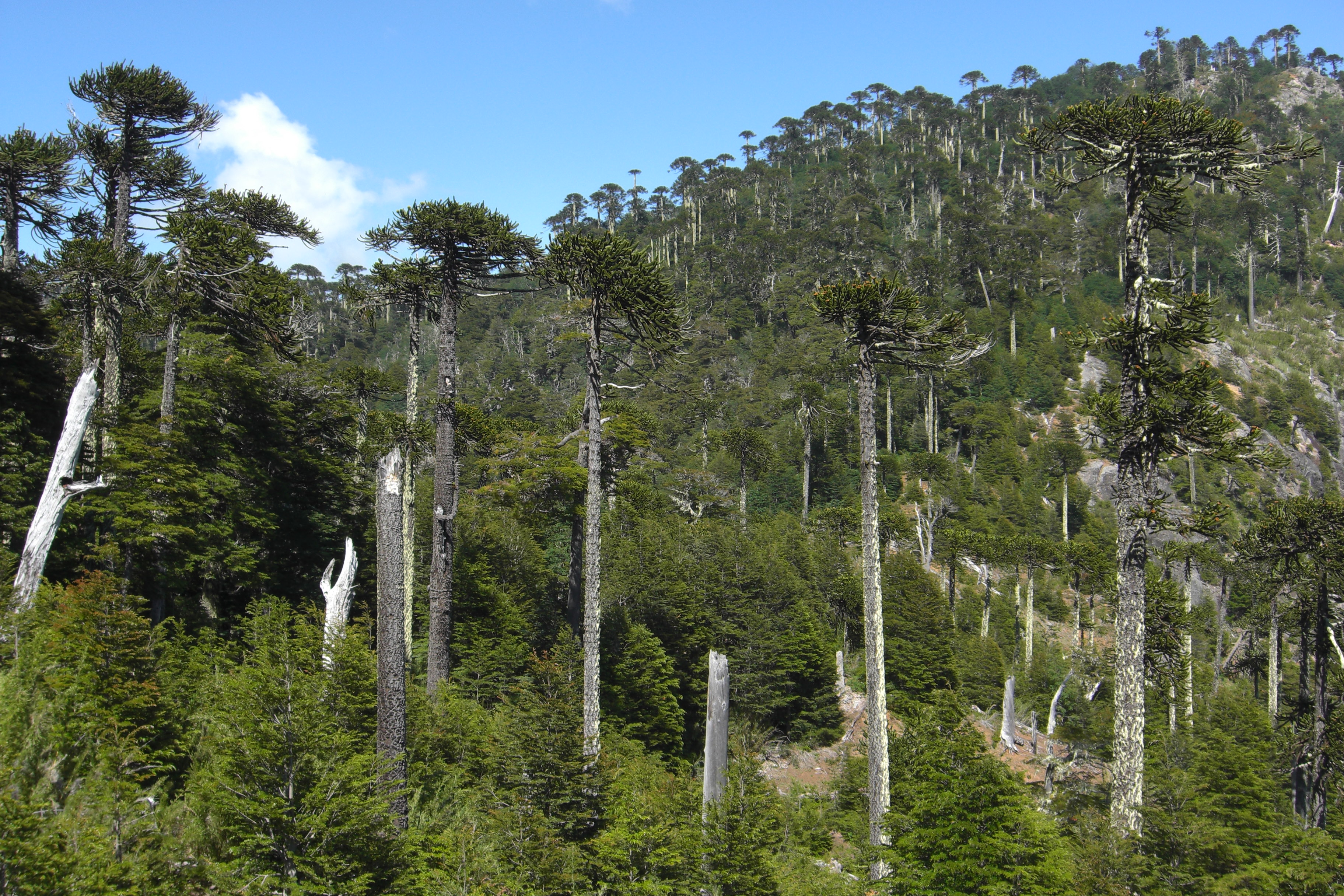
La araucaria o pehuén es un árbol pirófilo, en razón de su corteza notablemente gruesa.

El pino Paraná o curiy es una conífera característica de las mesetas del sudeste y sur brasileño, y del extremo nordeste argentino.     
Puede vivir varios siglos y alcanzar cerca de 50 metros de altura. Crece en zonas donde la vegetación clímax es la pluviselva. En donde ese bioma se conserva, esta conífera se presenta con enormes ejemplares centenarios que sobrevivieron desperdigados, siendo un componente más del numeroso conjunto de especies arbóreas que allí habitan. No logra reproducirse con éxito en el sotobosque oscuro pues, como es una especie arbórea pionera, solo puede desarrollarse si tiene sol desde tu etapa juvenil. Pero cada cierto tiempo (medido en siglos), un período de sequía extraordinario por su prolongada duración produce un evento anormal, un incendio catastrófico que destruye la mayor parte de la masa forestal de una región, la que solo logra sobrevivir en hondonadas junto a los arroyos. Como los curiys centenarios poseen una corteza corchosa y gruesa, esta los protege del daño por los fuegos, por lo que logran sobrevivir, quedando como únicos elementos arbóreos de los que componían originalmente la comunidad. En el primer otoño, desperdigan sus semillas, que sin la sombra perpetua que proyectaban los árboles de la selva brotan y se desarrollan rápidamente, estimuladas por el colchón de cenizas en que se convirtió toda la vegetación que contenía la selva, y dado su rápido crecimiento en menos de dos décadas terminan formando una consociación monoespecífica: el curyal. Con los años, bajo el dosel de este van creciendo nuevamente ejemplares de la típica vegetación que componía la selva, la que sí puede desarrollarse sin inconvenientes bajo la sombra. Con el tiempo la formación forestal se presenta como una selva con cuirys en elevada proporción, la que irá bajando a medida que vayan muriendo, al no poder producir ningún reclutamiento, terminando en una selva con una baja representación de curiys, hasta que, siglos después, un nuevo incendio catastrófico vuelve a repetir el ciclo.
Esta serie natural fue alterada por acción antrópica, elevando la frecuencia de incendios, haciendo que por algunos siglos el bosque de curiys sea el paisaje dominante, el que fue finalmente eliminado en su mayor parte en virtud de su alto valor maderero, y para reconvertir el bosque en tierras agropecuarias.
Araucaria araucana
El pehuén o araucaria araucana y el ñirre son dos especies pirófilas, a las que los incendios benefician tanto en su competencia entre sí como con respecto a las otras especies.

### Ejemplares en los que muere su parte aérea pero rebrotan desde su base
Hay especies que no poseen en su parte aérea una estructura capaz de resistir las llamas, por lo que la misma es destruida, al igual que lo que ocurre con las plantas que no son pirófilas pero, a diferencia de estas últimas, sí tienen la adaptación de que sus raíces logran sobrevivir si el fuego no fue catastrófico, por lo que brotan desde ellas con inusitada fuerza a los pocos días del evento, y gracias a esta ventaja logran reconstruir el ecosistema, empleando de este modo al fuego como un aliado para librarse de sus competidoras. Técnicamente se las denomina «rebrotadoras obligadas»; ejemplos de este tipo de plantas pueden ser: el ñirre, brezos (como la bruguera), eucaliptos, chaparro, jara pringosa, carquesa, etc. Como todo, hay especies que el rebrote solo se presenta si el incendio no ha sido intenso, por lo que son denominadas técnicamente «rebrotadoras facultativas», por ejemplo: la lavanda fina, el tomillo, etc.
Dentro de las plantas rebrotadoras hay un grupo de especies que poseen en sus estructuras resinas o aceites esenciales, lo que hace que ardan con más facilidad, favoreciendo de este modo el avance e intensidad de las llamas; dicho grupo de plantas es conocido técnicamente como «propagadoras de incendios».

### Especies que no resisten el fuego pero sus frutos/semillas sí
Un grupo de especie no soporta el fuego, ni sus partes aéreas ni su sistema radicular, pero igualmente sacan provecho de los incendios, pues sus frutos o semillas sí tienen capacidad de sobrevivir a las llamas. Ejemplos de este tipo de plantas son las jaras, pino de Alepo, pino marítimo, romero, numerosas proteáceas, etc.
La destrucción de la canopia permite una renovada entrada de la luz del sol al suelo forestal, la cual estimula la germinación.
Las adaptaciones se presentan de varias maneras: las hay que sus semillas continúan siendo viables luego del impacto megatérmico, en otros casos sus semillas se ven estimuladas por el mismo, y también se presentan especies en las que sus frutos lo precisan para poder abrirse. Un ejemplo de este último son numerosas especies de coníferas, como el Pinus contorta, el cual posee 2 tipos de conos femeninos, el tradicional y otro, serotino, que permanece cerrado largo tiempo y solo se abre en presencia de mucho calor. De esta manera logró crear nuevos bosques tras el incendio catastrófico del parque nacional de Yellowstone.
En todos los casos el suelo es rápidamente dominado por plántulas de estas especies, logrando al poco tiempo copar la formación vegetal. Al igual que ocurre con las rebrotadoras, también en este caso se presentan especies con estructuras resinosas para incentivar a las llamas, por lo que a estas también se les puede dar el apelativo de «propagadoras de incendios».

### Especies a las que el fuego les facilita la colonización
Un grupo de especie no soporta el fuego, ni sus partes aéreas, ni su sistema radicular, ni sus frutos o semillas, pero igualmente sacan provecho de los incendios. Se trata de un amplio gremio de especies pioneras, las que son especialistas en recolonizar las áreas donde hubo algún disturbio importante, generalmente incendios. Sus semillas son trasportadas desde lugares a mucha distancia (generalmente por el viento) y necesitan para crecer y sobrevivir una buena disponibilidad de exposición solar. Para estas, los incendios representan una oportunidad para conquistar áreas donde otras especies no pirófilas presentan ventajas superiores. Algunas pueden ser «propagadoras de incendios», como Epilobium angustifolium, Aristida stricta, Populus tremuloides, etc.